# Brisinga (band)
Brisinga is een Duitse folkband met voltallige vrouwelijke bezetting, bestaande uit Fabienne (‘Fabi’) Kirschke, Sandra ‘Sandy’ Schmitt (beide tevens (ex-)-Storm Seeker-bandleden) en Fanny Herbst. De leden noemen zichzelf de Brisingirls. Kenmerkend aan de band, naast de vrouwelijke bezetting, is dat het oeuvre bestaat uit nummers in diverse talen, waaronder het Duits, Fins, Zweeds, Deens, IJslands en Engels.

## Etymologie
De naam Brisinga is afkomstig uit de Edda en betekent vuur, vlam of licht.

## Geschiedenis
Brisinga werd in 2014 in Essen opgericht door Fabienne Kirschke en Fanny Herbst. In eerste instantie speelde de band live-covers, maar het jaar erop nam Brisinga een ep met eigen muziek op in Dearworld Studio, op 11 april 2017 gevolgd door het eerste album, Vísa Nornir. Het album werd in eigen beheer uitgebracht en kon rekenen op positieve recensies. De eerste single van het album was Vapaa ja villi, een nummer in het Fins over heksen die in het bos dansen. Rond 2019 leerden Kirschke en Schmitt elkaar op een feest kennen. Kirschke werd daarop lid van Storm Seeker, de band waar Schmitt reeds lid van was; Schmitt werd op haar beurt lid van Brisinga.
Tijdens de coronacrisis gelastte de band enige tijd een pauze in, maar in 2021 volgde een nieuwe single: Krabat. Het was de eerste single van het op dat moment nog te verschijnen tweede album. Kort daarop tekende Brisinga een platencontract bij Foxy Records/Dryland Records. In 2023 verscheen het nieuwe album, dat als titel Mond Cult had. De nummers waren geïnspireerd op de middeleeuwen en Noordse mythologie, met uitzondering van het nummer Lost, waarin op geromantiseerde wijze werd verteld hoe Schmitt bij de band terecht was gekomen. Later dat jaar ging Brisinga op tour met de eveneens Duitse folkband Corvus Corax.
Op 4 juli 2025 deelde Kirschke mede dat de opnames van het derde album aanstonds waren.

### Festivals
Door de jaren heen heeft Brisinga op verschillende festivals gestaan, waaronder een jaarlijks terugkerend optreden op het Nederlandse Castlefest. 

### Bezetting
- Fabienne ‘Fabi’ Kirschke - draailier, diverse fluiten, zang (2014–heden)
- Fanny Herbst - harp, zang (2014–heden)
- Sandra ‘Sandy’ Schmitt - cello, sleutelharp (2019–heden)

## Stijl
Brisinga speelt minimalistische folkmuziek, met hier en daar newage- en paganinvloeden. De band wordt vergeleken met de Nederlandse folkband Omnia en de Duitse folkband Waldkauz. Ook de Australische band Spiral Dance maakt vergelijkbare muziek. Het oeuvre bestaat uit nummers in verschillende talen, waaronder het Duits, Fins, Zweeds, Deens, IJslands en Engels. Enkele nummers zijn instrumentaal, zoals Het Scheepjeslied.

## Discografie

### Albums
| Jaar | Titel       |
| ---- | ----------- |
| 2017 | Vísa Nornir |
| 2023 | Mond Cult   |

### Singles
| Jaar | Titel          | Album       |
| ---- | -------------- | ----------- |
| 2018 | Vapaa ja villi | Vísa Nornir |
| 2021 | Krabat         | Mond Cult   |
| 2022 | Nithsdale      | Mond Cult   |
| 2023 | Lost           | Mond Cult   |
| 2023 | New Moon       | Mond Cult   |
| 2023 | Fate           | -           |

### Promotionele singles
| Jaar | Titel                                            |
| ---- | ------------------------------------------------ |
| 2019 | Sol øg Rog - Live Session                        |
| 2019 | Modir mín - live and acoustic                    |
| 2023 | Sinä ja minä (Live - Passionskirche Berlin 2023) |